# Lista najwyższych budynków w Filadelfii
Filadelfia jest jednym z największych miast w USA. Znajduje się tutaj przeszło 40 wysokich, ponad 100-metrowych budynków. W trakcie budowy znajdują się obecnie 4 budynki ponad 100 metrów wysokości. Wśród nich jest Comcast Center, który ma być najwyższym budynkiem w mieście po ukończeniu budowy. W 1999 roku został zburzony One Meridian Plaza. Ten 150-metrowy wieżowiec, został wybudowany w 1972 roku, lecz pożar z 1991, okazał się tak niszczący, że trzeba było go zburzyć. Prace nad wyburzaniem trwały w latach 1998–1999.

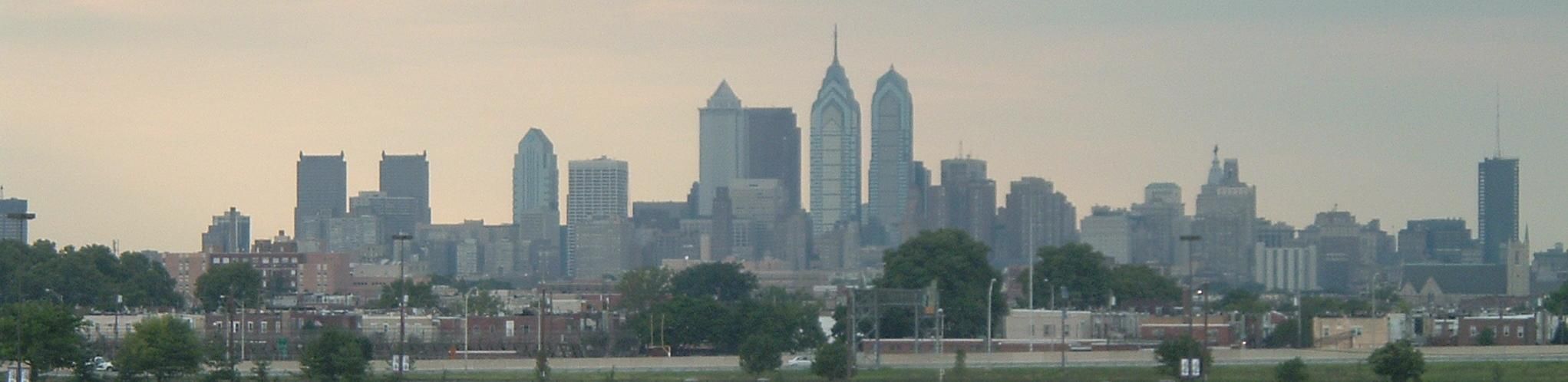
Panorama miasta

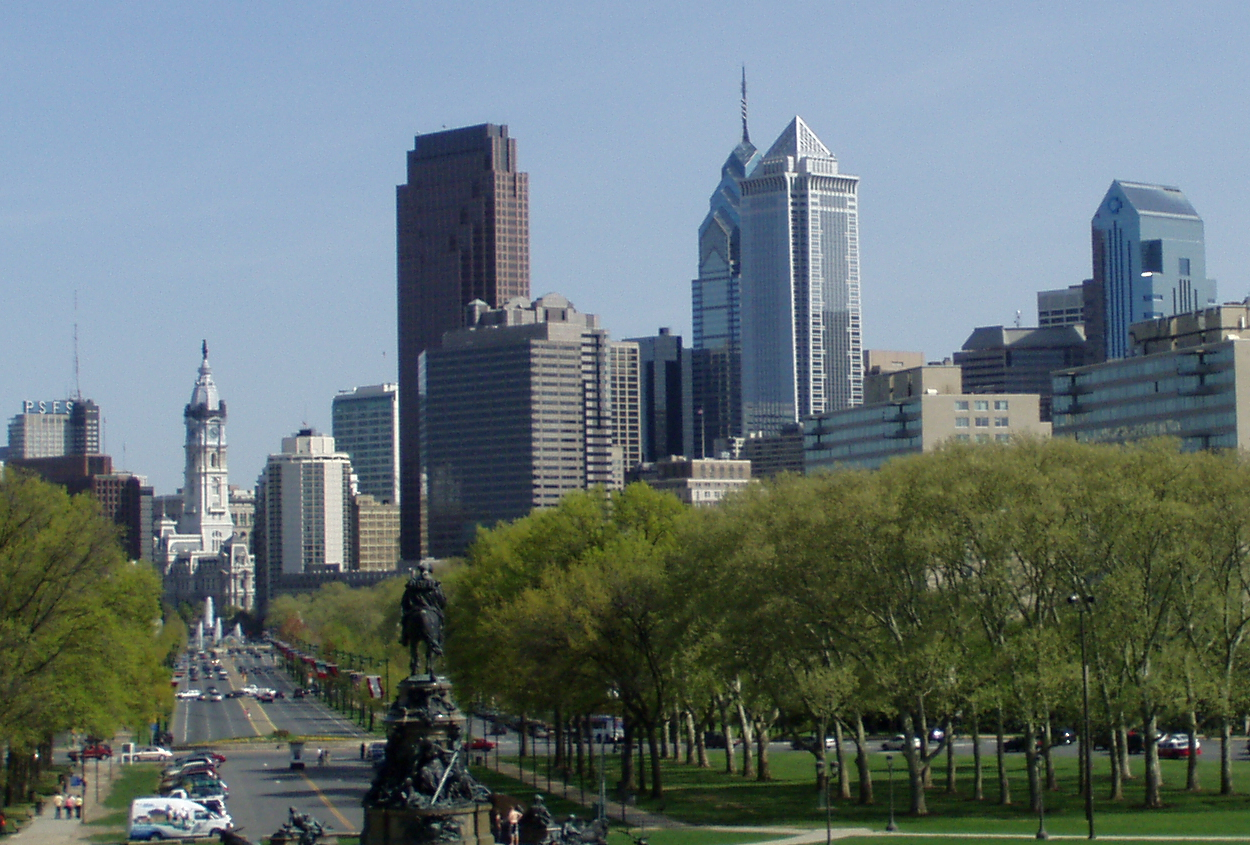
Najwyższy po lewej Bell Atlantic Tower

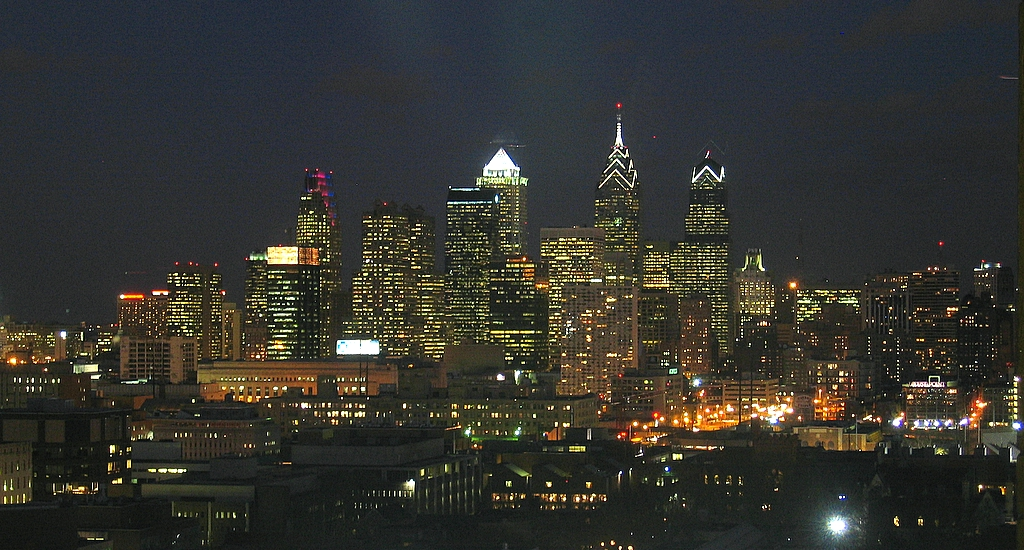
Filadelfia nocą

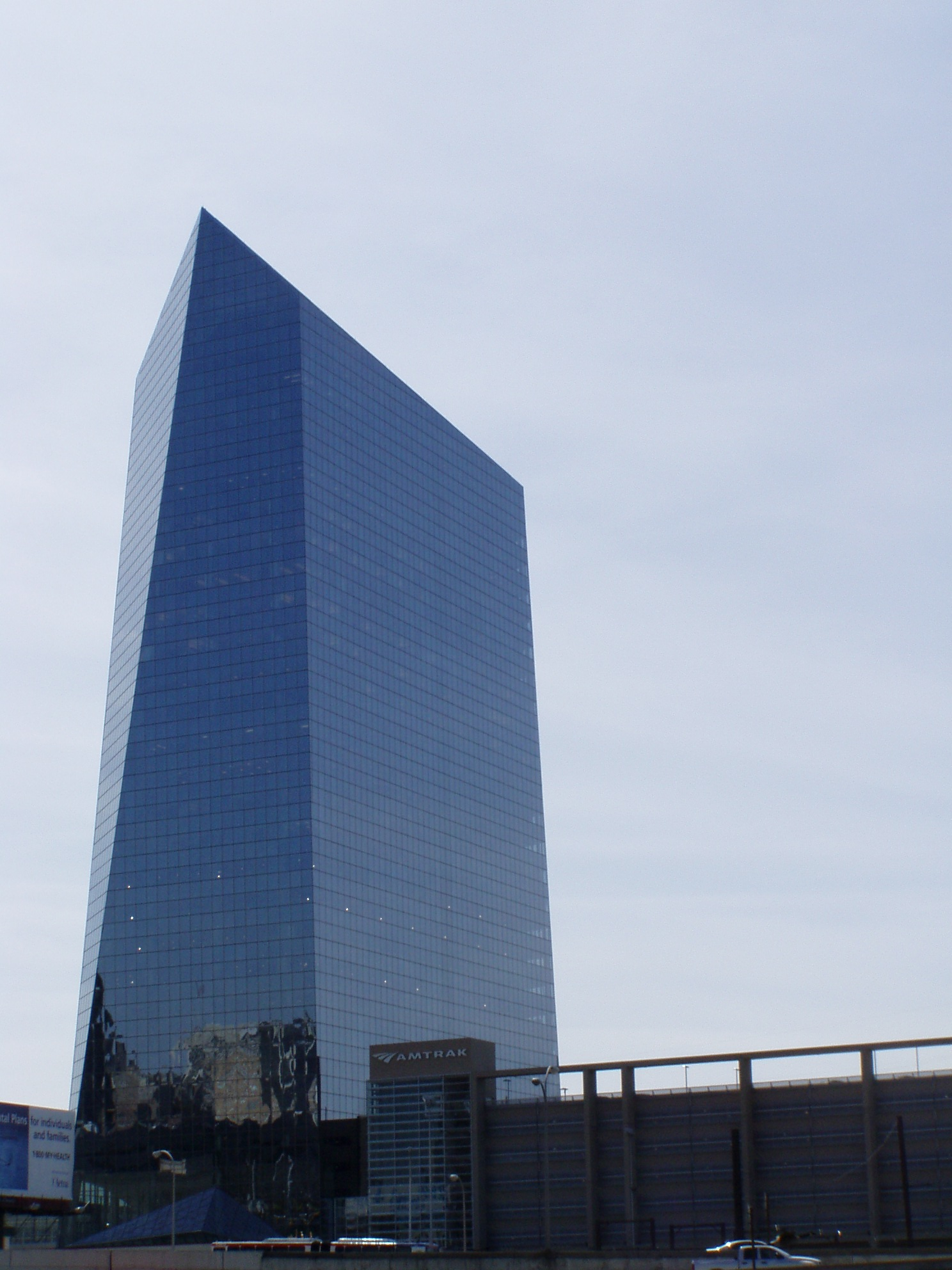
Cira Centre

| Ranking | Budynek                            | Wysokość strukturalna | Liczba pięter | Rok budowy |
| 1       | Comcast Technology Center          | 341,7 m               | 60            | 2018       |
| 2       | Comcast Center                     | 297,2 m               | 57            | 2008       |
| 3       | One Liberty Place                  | 288,0 m               | 61            | 1987       |
| 4       | Two Liberty Place                  | 258,5 m               | 58            | 1990       |
| 5       | Mellon Bank Cneter                 | 241,0 m               | 54            | 1990       |
| 6       | Bell Atlantic Tower                | 225,3 m               | 55            | 1991       |
| 7       | FMC Tower                          | 224,3 m               | 49            | 2016       |
| 8       | G. Fred DiBona Jr. Building        | 190,5 m               | 45            | 1990       |
| 9       | W Hotel & Element                  | 188,1 m               | 51            | 2020       |
| 10-11   | Two Commerce Square                | 172,2 m               | 41            | 1992       |
| 10-11   | One Commerce Square                | 172,2 m               | 41            | 1987       |
| 12      | City Hall                          | 167,0 m               | 9             | 1901       |
| 13      | The Residences at the Ritz-Carlton | 157,9 m               | 44            | 2009       |
| 14      | 1818 Market Street                 | 152,4 m               | 40            | 1974       |
| 15      | The St. James                      | 151,8 m               | 45            | 2004       |
| 16      | Loews Philadelphia Hotel           | 150,0 m               | 36            | 1932       |

## Wyburzone
| Ranking | Budynek             | Wysokość strukturalna | Liczba pięter | Rok budowy | Rok wyburzenia |
| ------- | ------------------- | --------------------- | ------------- | ---------- | -------------- |
| 1.      | One Meridian Plaza  | 150,0 m               | 38            | 1972       | 1999           |
| 2.      | Southwark Plaza II  |                       | 26            | 1963       | 2000           |
| 3.      | Southwark Plaza III |                       | 26            | 1963       | 2000           |